# Canton d'Escalquens
Le canton d'Escalquens est une circonscription électorale française du département de la Haute-Garonne créée par le décret du 13 février 2014 et entrée en vigueur lors des élections départementales de 2015.

## Histoire
Un nouveau découpage territorial de la Haute-Garonne entre en vigueur à l'occasion des élections départementales de mars 2015. Il est défini par le décret du 13 février 2014, en application des lois du 17 mai 2013 (loi organique 2013-402 et loi 2013-403). Les conseillers départementaux sont, à compter de ces élections, élus au scrutin majoritaire binominal mixte. Les électeurs de chaque canton élisent au Conseil départemental, nouvelle appellation du Conseil général, deux membres de sexe différent, qui se présentent en binôme de candidats. Les conseillers départementaux sont élus pour 6 ans au scrutin binominal majoritaire à deux tours, l'accès au second tour nécessitant 12,5 % des inscrits au 1er tour. En outre la totalité des conseillers départementaux est renouvelée. Ce nouveau mode de scrutin nécessite un redécoupage des cantons dont le nombre est divisé par deux avec arrondi à l'unité impaire supérieure si ce nombre n'est pas entier impair, assorti de conditions de seuils minimaux. Dans la Haute-Garonne, le nombre de cantons passe ainsi de 53 à 27.
Le canton d'Escalquens est formé de communes des anciens cantons de Cintegabelle (1 commune), de Lanta (4 communes), de Montgiscard (20 communes) et de Nailloux (10 communes). Avec ce redécoupage administratif, le territoire du canton s'affranchit des limites d'arrondissements, avec 1 commune incluse dans l'arrondissement de Muret et 34 dans l'arrondissement de Toulouse. Le bureau centralisateur est situé à Escalquens.

## Représentation
| Période élective | Période élective | Mandat | Mandat                    | Identité           | Nuance | Nuance | Qualité |
| ---------------- | ---------------- | ------ | ------------------------- | ------------------ | ------ | ------ | --- |
| 2015             | 2021             | 2015   | 2021                      | Georges Méric      |        | PS     | Médecin gériatre Conseiller municipal de Nailloux (2008-2020) Président du Conseil départemental de la Haute-Garonne (depuis 2015) |
| 2015             | 2021             | 2015   | 2021                      | Émilienne Poumirol |        | PS     | Sénatrice de la Haute-Garonne (depuis 2020) Maire de Donneville (1989-2014 et mars 2020-septembre 2020)                            |
| 2021             | 2028             | 2021   | novembre 2022 (démission) | Georges Méric      |        | PS     | président du conseil départemental (2015-2022)                                                                                     |
| 2021             | 2028             | 2021   | en cours                  | Émilienne Poumirol |        | PS     | sénatrice |
| 2021             | 2028             | 2022   | en cours                  | Patrice Arséguel   |        | DVG    | Cadre - Maire d'Odars |

### Résultats détaillés

#### Élections de mars 2015
À l'issue du 1er tour des élections départementales de 2015, deux binômes sont en ballottage : Georges Méric et Émilienne Poumirol (PS, 38,24 %) et Hervé Boco et Chantal Gauthier (Union de la Droite, 23,74 %). Le taux de participation est de 58,28 % (18 015 votants sur 30 909 inscrits) contre 52,11 % au niveau départemental et 50,17 % au niveau national.
Au second tour, Georges Meric et Émilienne Poumirol (PS) sont élus avec 57,53 % des suffrages exprimés et un taux de participation de 56,09 % (9 026 voix pour 17 337 votants et 30 912 inscrits).

#### Élections de juin 2021
Le premier tour des élections départementales de 2021 est marqué par un très faible taux de participation (33,26 % au niveau national). Dans le canton d'Escalquens, ce taux de participation est de 41,58 % (14 451 votants sur 34 757 inscrits) contre 36,67 % au niveau départemental. À l'issue de ce premier tour, deux binômes sont en ballottage : Georges Méric et Emilienne Poumirol (Union à gauche, 46 %) et Francis Carbonne et Christine Quéré (binôme écologiste, 18,45 %).
Le second tour des élections est marqué une nouvelle fois par une abstention massive équivalente au premier tour. Les taux de participation sont de 34,36 % au niveau national, 36,26 % dans le département et 39,79 % dans le canton d'Escalquens. Georges Méric et Emilienne Poumirol (Union à gauche) sont élus avec 65,64 % des suffrages exprimés (7 929 voix pour 13 826 votants et 34 750 inscrits),,.

## Composition
Le canton d'Escalquens comprend trente-cinq communes entières.
| Nom                                | Code Insee | Intercommunalité                       | Superficie (km2) | Population (dernière pop. légale) | Densité (hab./km2) | Modifier                                    |
| ---------------------------------- | ---------- | -------------------------------------- | ---------------- | --------------------------------- | ------------------ | ------------------------------------------- |
| Escalquens (bureau centralisateur) | 31169      | CA du Sicoval                          | 8,42             | 6 990 (2022)                      | 830                | modifier les données · modifier les données |
| Aignes                             | 31002      | CC des Terres du Lauragais             | 21,81            | 240 (2022)                        | 11                 | modifier les données · modifier les données |
| Aigrefeuille                       | 31003      | Toulouse Métropole                     | 4,62             | 1 326 (2022)                      | 287                | modifier les données · modifier les données |
| Auragne                            | 31024      | CC du Bassin Auterivain Haut-Garonnais | 13,63            | 466 (2022)                        | 34                 | modifier les données · modifier les données |
| Ayguesvives                        | 31004      | CA du Sicoval                          | 13,11            | 2 807 (2022)                      | 214                | modifier les données · modifier les données |
| Baziège                            | 31048      | CA du Sicoval                          | 19,72            | 3 590 (2022)                      | 182                | modifier les données · modifier les données |
| Belberaud                          | 31057      | CA du Sicoval                          | 7,47             | 1 528 (2022)                      | 205                | modifier les données · modifier les données |
| Belbèze-de-Lauragais               | 31058      | CA du Sicoval                          | 3,71             | 127 (2022)                        | 34                 | modifier les données · modifier les données |
| Caignac                            | 31099      | CC des Terres du Lauragais             | 9,36             | 414 (2022)                        | 44                 | modifier les données · modifier les données |
| Calmont                            | 31100      | CC des Terres du Lauragais             | 40,27            | 2 442 (2022)                      | 61                 | modifier les données · modifier les données |
| Corronsac                          | 31151      | CA du Sicoval                          | 6,34             | 895 (2022)                        | 141                | modifier les données · modifier les données |
| Deyme                              | 31161      | CA du Sicoval                          | 7,05             | 1 412 (2022)                      | 200                | modifier les données · modifier les données |
| Donneville                         | 31162      | CA du Sicoval                          | 2,67             | 1 138 (2022)                      | 426                | modifier les données · modifier les données |
| Espanès                            | 31171      | CA du Sicoval                          | 3,53             | 278 (2022)                        | 79                 | modifier les données · modifier les données |
| Fourquevaux                        | 31192      | CA du Sicoval                          | 10,03            | 808 (2022)                        | 81                 | modifier les données · modifier les données |
| Gibel                              | 31220      | CC des Terres du Lauragais             | 19,40            | 388 (2022)                        | 20                 | modifier les données · modifier les données |
| Issus                              | 31240      | CA du Sicoval                          | 7,11             | 657 (2022)                        | 92                 | modifier les données · modifier les données |
| Labastide-Beauvoir                 | 31249      | CA du Sicoval                          | 10,20            | 1 229 (2022)                      | 120                | modifier les données · modifier les données |
| Lauzerville                        | 31284      | CA du Sicoval                          | 3,46             | 1 606 (2022)                      | 464                | modifier les données · modifier les données |
| Mauvaisin                          | 31332      | CC des Terres du Lauragais             | 11,05            | 221 (2022)                        | 20                 | modifier les données · modifier les données |
| Monestrol                          | 31354      | CC des Terres du Lauragais             | 5,23             | 53 (2022)                         | 10                 | modifier les données · modifier les données |
| Montbrun-Lauragais                 | 31366      | CA du Sicoval                          | 10,92            | 711 (2022)                        | 65                 | modifier les données · modifier les données |
| Montgeard                          | 31380      | CC des Terres du Lauragais             | 9,32             | 555 (2022)                        | 60                 | modifier les données · modifier les données |
| Montgiscard                        | 31381      | CA du Sicoval                          | 13,16            | 2 586 (2022)                      | 197                | modifier les données · modifier les données |
| Montlaur                           | 31384      | CA du Sicoval                          | 9,61             | 1 791 (2022)                      | 186                | modifier les données · modifier les données |
| Nailloux                           | 31396      | CC des Terres du Lauragais             | 18,55            | 4 146 (2022)                      | 224                | modifier les données · modifier les données |
| Noueilles                          | 31401      | CA du Sicoval                          | 5,51             | 389 (2022)                        | 71                 | modifier les données · modifier les données |
| Odars                              | 31402      | CA du Sicoval                          | 6,65             | 920 (2022)                        | 138                | modifier les données · modifier les données |
| Pompertuzat                        | 31429      | CA du Sicoval                          | 5,44             | 2 203 (2022)                      | 405                | modifier les données · modifier les données |
| Pouze                              | 31437      | CA du Sicoval                          | 3,82             | 87 (2022)                         | 23                 | modifier les données · modifier les données |
| Préserville                        | 31439      | CC des Terres du Lauragais             | 12,19            | 765 (2022)                        | 63                 | modifier les données · modifier les données |
| Saint-Léon                         | 31495      | CC des Terres du Lauragais             | 24,21            | 1 284 (2022)                      | 53                 | modifier les données · modifier les données |
| Sainte-Foy-d'Aigrefeuille          | 31480      | CC des Terres du Lauragais             | 9,68             | 2 512 (2022)                      | 260                | modifier les données · modifier les données |
| Seyre                              | 31546      | CC des Terres du Lauragais             | 3,89             | 127 (2022)                        | 33                 | modifier les données · modifier les données |
| Varennes                           | 31568      | CA du Sicoval                          | 4,61             | 256 (2022)                        | 56                 | modifier les données · modifier les données |
| Canton d'Escalquens                | 3107       |                                        | 365,75           | 46 947 (2022)                     | 128                | modifier les données                        |

## Démographie
En 2022, le canton comptait 46 947 habitants, en évolution de +7,86 % par rapport à 2016 (Haute-Garonne : +8,02 %, France hors Mayotte : +2,11 %).
| 2013   | 2018   | 2022   |
| ------ | ------ | ------ |
| 40 810 | 45 055 | 46 947 |